# Klasická ekonomie
Klasická ekonomie (jinak též Klasická politická ekonomie) je soubor ekonomických teorií, začíná vydáním Bohatství národů Adama Smitha v roce 1776 a končí v roce 1871, který je považován za počátek tzv. marginalistické revoluce.
Nová škola vznikla z důvodu, že ekonomické myšlení merkantilismu přestalo vyhovovat soudobým společenským změnám, v Evropě probíhala vlna proti absolutismu a docházelo k vědeckým objevům a změnám. Nově vznikající třída kapitalistů tak formulovala svoje nové požadavky, které se vylučovaly s merkantilismem.

## Hlavní osobnosti

### Adam Smith
Skotský ekonom vypracoval stěžejní dílo Bohatství národů (celým názvem Pojednání o podstatě a původu bohatství národů).

### Thomas Robert Malthus
Thomas Robert Malthus se zapsal do dějin ekonomického myšlení svou populační teorií. Tato teorie sice nebyla moderní ekonomií přijata, ale nebyla zcela zavržena. Ekonomové tvrdí, že spíše patří do jiného vědeckého oboru než je ekonomie. Jeho teorie vycházela z toho, že přirozená tendence k rozmnožování je tak silná, že vyvolává rychlejší růst populace, než jak rychle mohou růst zdroje obživy. Zatímco populace má tendenci se zvětšovat geometrickou řadou (1, 2, 4, 8, 16, 32, 64, 128,…), zdroje obživy se mohou zvětšovat nanejvýš řadou aritmetickou (1, 2, 3, 4, 5, 6, 7, 8,…). Z toho na první pohled plyne nesoulad, který Malthus nazval populační teorií. Jeho teorie naznačovala, že hospodářský růst není schopen odstranit chudobu mas. Jediným způsobem by podle Malthuse byla morální sebekontrola. Podle Malthuse k hromadné smrti hladem nedochází jen díky jevům zvyšujícím úmrtnost, nebo snižujícím porodnost. Malthus vidí tyto jevy v jistém smyslu jako pozitivní. Pro tyto názory si ekonomie vysloužila přízvisko „ponurá věda“.

### David Ricardo
David Ricardo přišel s novým pojetím existenčního minima. Do té doby bylo za existenční minimum považováno fyzické minimum (minimum pro přežití dělníka). Podle Ricarda bylo existenční minimum ovlivněno vyspělostí dané země, historickým vývojem dělnické třídy, jejími zvyky a životním stylem. Díky tomu mohlo být existenční minimum různé v různých zemích a výše existenčního minima anglického dělníka tak byla několikrát vyšší než výše existenčního minima indického dělníka. Ricardo také vysvětlil, proč se mzda dlouhodobě udržuje okolo existenčního minima. Ricardo rozlišoval tržní mzdu a přirozenou mzdu, přirozená mzda podle něj byla peněžním vyjádřením existenčního minima. Když akumulace kapitálu sílí, roste poptávka po práci a s ní i tržní mzda, dělnické rodiny pociťují zlepšení oproti normálnímu stavu v dané zemi a přirozenou reakcí je zvyšování populace. Růst populace po určité době zvýší nabídku práce na trhu a tím stlačí tržní mzdu zpět na úroveň přirozené mzdy. Opačnou situací je ochabnutí akumulace kapitálu a s ní i poptávka po práci. To vyvolá pokles tržní mzdy pod přirozenou mzdu a tím sníží populaci. To se po delší době projeví poklesem nabídky a zvýšením tržní mzdy zpět na úroveň přirozené mzdy. Tato teorie je nazvána Ricardův mzdový zákon.

### John Stuart Mill
Mill navazoval na Smithe, Malthuse i Ricarda. Byl v zásadě posledním velkým představitelem klasické politické ekonomie (přesto i Karl Marx vycházel převážně z Ricarda). Jeho dílo Zásady politické ekonomie mělo velký úspěch u Anglické ekonomické veřejnosti. Po dvě generace se v Anglii učila politická ekonomie právě podle jeho díla. Až v roce 1890 se v Anglii začalo učit podle Marshallových Zásad ekonomie.